# Nikołaj Pogodin
Nikołaj Fiodorowicz Pogodin (ros. Никола́й Фёдорович Пого́дин; ur. 3 listopada?/16 listopada 1900, zm. 19 września 1962) – radziecki scenarzysta i dramaturg. Dwukrotny laureat Nagrody Stalinowskiej (1941, 1951). Autor sztuk scenicznych: Aristokraty (1934) oraz słynnej trylogii rewolucyjnej utrzymanej w konwencji socrealistycznej: (Człowiek z karabinem (1937), wystawienie polskie 1952), Kremlowskie kuranty (1939, wystawienie polskie 1962) i Trzecia patetyczna (1958, wystawienie polskie 1961). Autor prac publicystycznych poświęconych dramaturgii.
Zasłużył się dla teatru radzieckiego kilkunastoma sztukami, szczególnie sztuką agitacyjną odwołującą się do zwycięskiej rewolucji październikowej – Człowiek z karabinem na trwałe zapisał się w repertuarze teatru nie tylko radzieckiego.
W swoich późniejszych dramatach: Cwiety żywyje (1960) i Gołubaja rapsodija (1961) podejmował tematy etyczno-estetyczne. Pisał także scenariusze filmowe, m.in. do filmu Wesoły jarmark (1952).
Pochowany na Cmentarzu Nowodziewiczym w Moskwie.

## Nagrody i odznaczenia
- Nagroda Stalinowska (1941) – za sztukę Człowiek z karabinem (1937)
- Nagroda Stalinowska (1951) – za scenariusz do filmu Wesoły jarmark (1949)
- Nagroda Leninowska (1959) – za trylogię Człowiek z karabinem, Kremlowskie kuranty i Trzecia patetyczna
- dwa Ordery Lenina
- medale

Źródło: